# کونستانتنوو-کولونگا
کونستانتنوو-کولونگا (به لهستانی:  Konstantynów-Kolonia) یک روستا در لهستان است که در گمینا کونستانتنوو واقع شده‌است.